# Fährlinie Friedrichshafen–Romanshorn

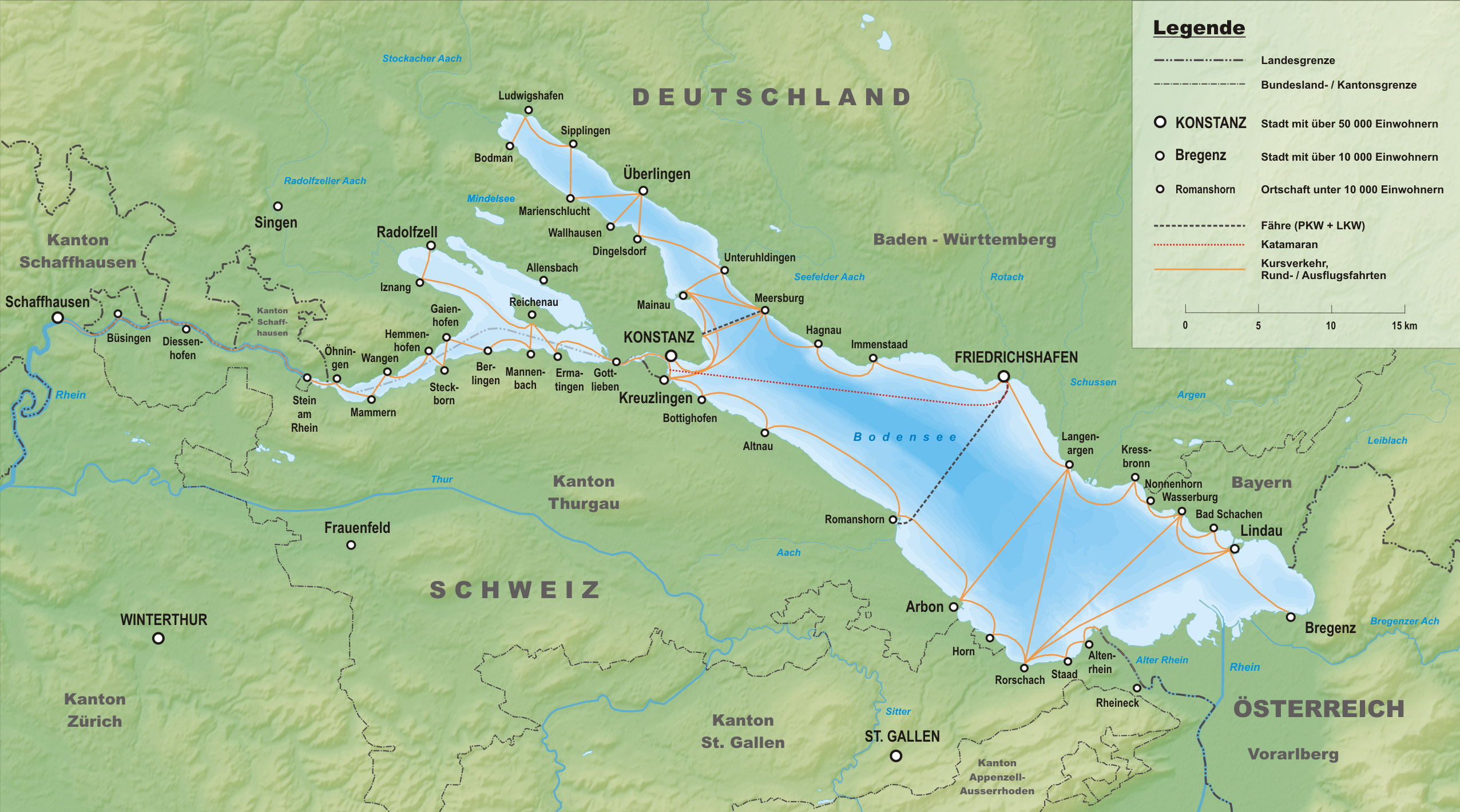
Schifffahrtsrouten auf dem Bodensee

Die Fährlinie Friedrichshafen–Romanshorn ist eine internationale Fährverbindung über den Bodensee, die von der Bodensee-Schiffsbetriebe (BSB) mit Sitz in Konstanz und der Schweizerischen Bodensee-Schifffahrt (SBS) mit Sitz in Romanshorn gemeinsam betrieben wird. Die Linie überquert den See an seiner breitesten Stelle und verbindet ganzjährig Friedrichshafen am deutschen Ufer mit Romanshorn in der Schweiz. Die drei auf dieser Linie eingesetzten Fährschiffe sind für den Transport von Personen und Straßenfahrzeugen ausgerüstet.

## Strecke

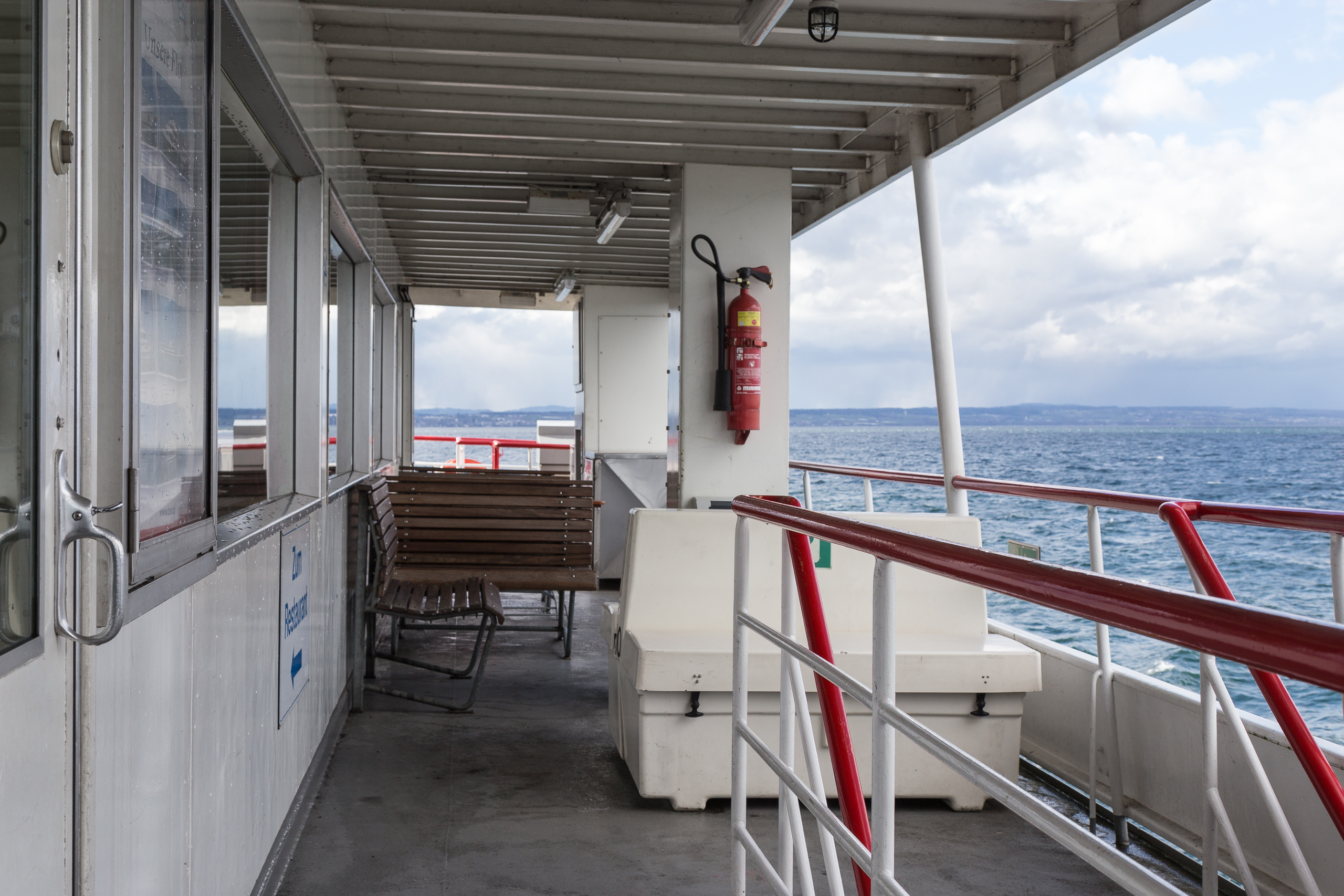
An Bord der MS Friedrichshafen

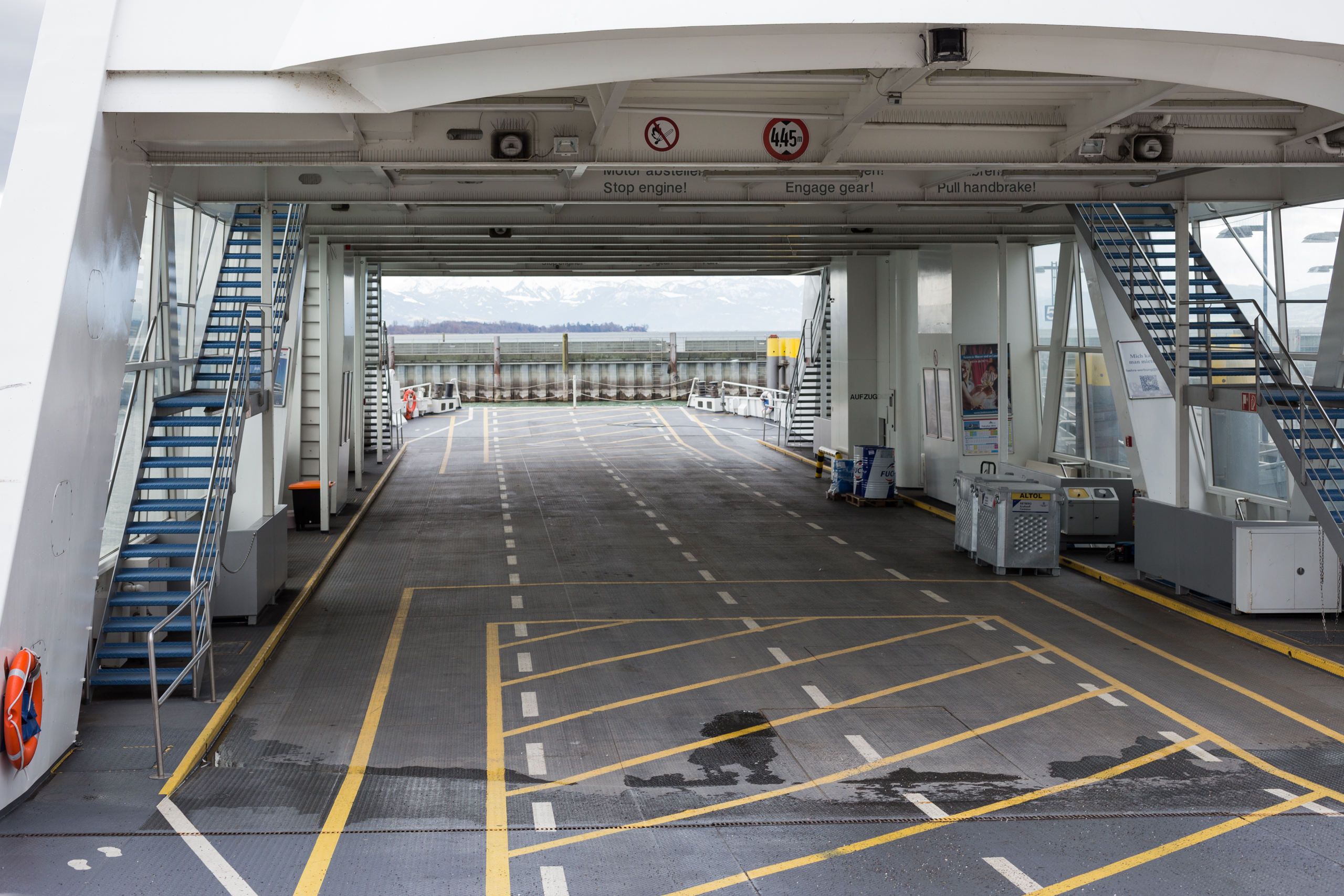
Autodeck der Bodenseefähre MS Euregia

Die Fährverbindung überbrückt die rund 13 Kilometer zwischen Friedrichshafen und Romanshorn in einer Fahrzeit von 44 Minuten (Reisegeschwindigkeit = 18 km/h) und erspart damit einen Umweg von etwa 70 Kilometer. Während des Tages verkehren die Fähren einmal pro Stunde in beide Richtungen. Die Abfahrtszeiten sind wegen der Bahnanschlüsse am Schweizer Ufer so gewählt, dass sich die Fähren zur Minute xx:44 begegnen. An beiden Anlegestellen befinden sich Zollämter für die Abfertigung von Waren. Passagiere müssen beim Verlassen des Schiffes gültige Reisepapiere vorweisen können. Die Strecke ist in die Eisenbahntarife einbezogen, es werden auch durchgehende Fahrkarten ausgestellt.

## Flotte
Die Flotte für den Fährbetrieb umfasst derzeit drei Schiffe, die Romanshorn von 1958, die Friedrichshafen von 1966 und die Euregia von 1996. Bis zur Indienststellung der Euregia musste der Fährverkehr von den ersteren zwei dauerhaft aufrechterhalten werden. Der Fahrplan erfordert, dass mindestens zwei Schiffe täglich im Einsatz sind.
Im Frühling und im Herbst 2022 musste der Fahrbetrieb zwischen Romanshorn und Friedrichshafen jeweils für mehrere Wochen wegen ungenügender Zuverlässigkeit der Schiffe eingeschränkt werden.
Obwohl bei der 1958 in Betrieb genommenen Romanshorn im Winter 2015/16 die Motoren ersetzt wurden, liegt das Problem der Bodenseefähren in ihrem Alter und im Mangel an Ersatzteilen. Bei der Konstruktion der Euregia wurden Komponenten verbaut, die zum Teil noch aus der DDR-Zeit stammten.
Alle drei Schiffe sind Doppelendfähren, das heißt, sie können in beide Richtungen gleich gut fahren und manövrieren. Die Fahrzeuge befahren die Fähre von der einen Seite her und können am anderen Ufer wieder vorwärts das Schiff verlassen. Kraftfahrzeuge und besonders LKWs können an Bord nicht wenden, dazu sind die Schiffe zu schmal.
| Schiff          |  | Indienststellung | Außerdienststellung | Verdrängung              | Kapazität Passagiere | Kapazität Personenwagen | Kapazität Lastkraftwagen |
| --------------- |  | ---------------- | ------------------- | ------------------------ | -------------------- | ----------------------- | ------------------------ |
| Schussen        |  | 1929             | 1983                | 293 t (nach Umbau 351 t) | 350                  | 40                      | 10 (Güterwagen)          |
| Romanshorn      |  | 1958             | (im Dienst)         | 471 t                    | 560                  | 35                      | 6 (anstelle von PKWs)    |
| Friedrichshafen |  | 1966             | (im Dienst)         | 343 t (nach Umbau 421 t) | 500                  | 44                      | k. A.                    |
| Euregia         |  | 1996             | (im Dienst)         | 586 t                    | 700                  | 50                      | 9 (anstelle von PKWs)    |

Neben ihrem vorgesehenen Einsatz als Automobilfähren werden die Schiffe auch für Events verchartert. Das Fahrbahndeck kann dann für Discos, Präsentationen oder große Bankette verwendet werden. Sie werden auch als Arbeitsplattformen verwendet, wenn auf dem See eine Bergung erforderlich ist. Dann werden große Pneukräne an Bord gebracht, mit denen gesunkene Schiffe oder Flugzeuge geborgen werden.

## Geschichte

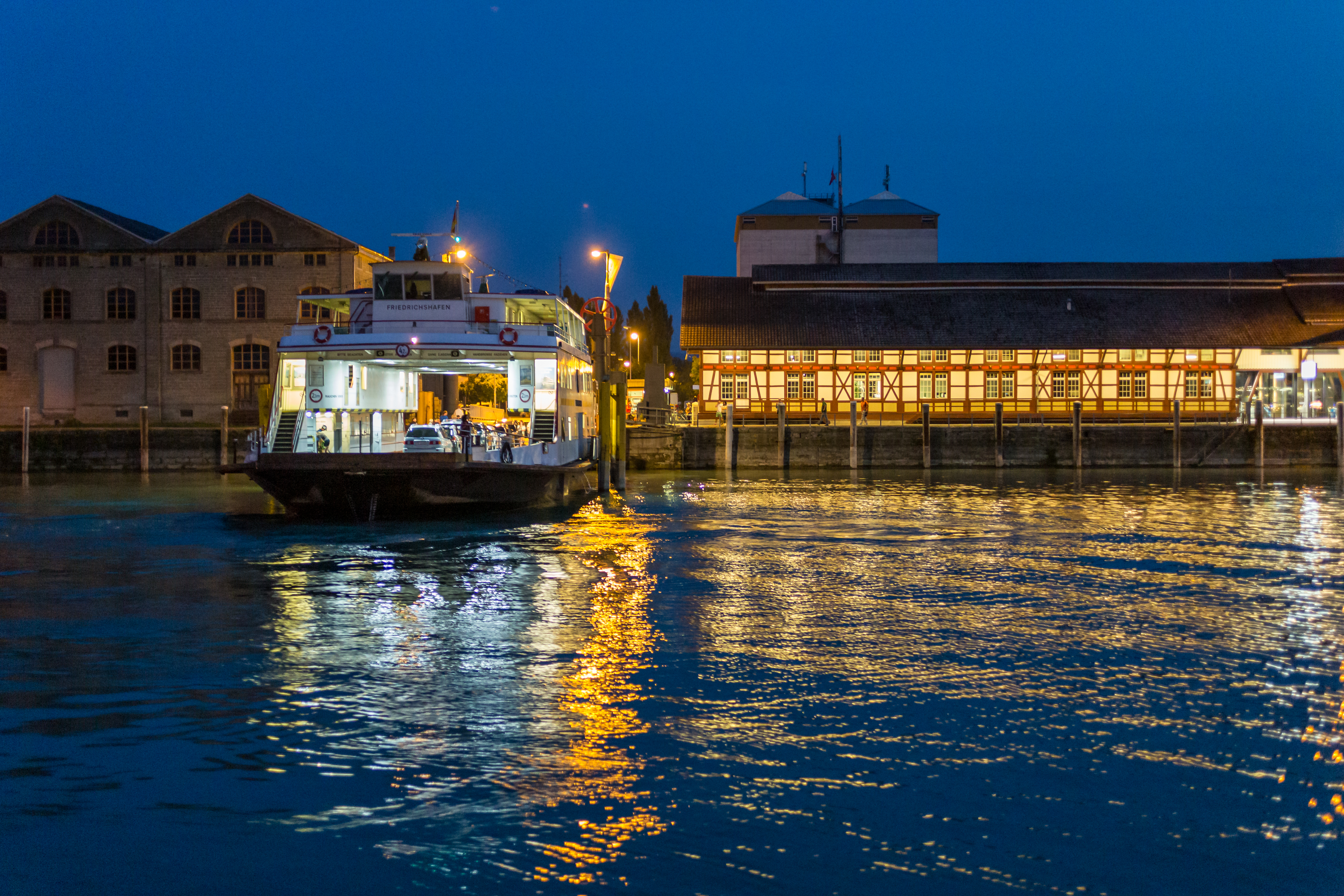
MF „Friedrichshafen“ am Anleger in Romanshorn

1869 wurden auf dem Bodensee die ersten sogenannten Trajektverbindungen durch die Schweizerische-Nordostbahn-Gesellschaft (NOB) eingerichtet. Das waren Verbindungen mit Fähren, die in der Lage waren, ganze Eisenbahnwagen aufzunehmen. Die ersten Verbindungen bestanden zwischen Romanshorn und Friedrichshafen sowie zwischen Romanshorn und Lindau.
In den folgenden Jahren wurden weitere solche Bodensee-Trajekte errichtet. 1902 ging die NOB in den Besitz der Schweizerischen Bundesbahnen über. Mit dem Ausbruch des Ersten Weltkrieges wurden alle Trajektverbindungen nach Österreich aufgehoben.
Im Jahr 1929 wurde zwischen Romanshorn und Friedrichshafen erstmals ein Autofährbetrieb aufgenommen. Dazu wurde das Schiff Schussen in Dienst gestellt. Mit dem Ausbruch des Zweiten Weltkriegs wurde die internationale Schifffahrt auf dem Bodensee vollständig eingestellt. Nach dem Krieg wurde der internationale Verkehr nur zögerlich wieder aufgenommen. Erst 1948 wurde der Trajektbetrieb zwischen Deutschland und der Schweiz wieder aufgenommen, der Autofährbetrieb mit der Schussen gar erst 1955. Der PKW- und LKW-Fährverkehr zwischen Friedrichshafen und Romanshorn wurde erst nach der Einstellung des Trajektverkehrs 1974 aufgenommen.
1982 unterzeichneten die SBB und die Deutsche Bundesbahn einen neuen Vertrag über den Fährbetrieb über den Bodensee. Anstelle der alternden Schussen, die ausgemustert wurde, wurden die Romanshorn und die Friedrichshafen von den Vertragsparteien für diese Aufgabe ausgerüstet. 1996 verkauften die SBB die Fährlinie an die Schweizerische Bodensee Schifffahrtsgesellschaft. Im selben Jahr nahm die Euregia ihren Dienst auf.
Im regulären Kursverkehr sind die zwei Fähren Romanshorn und Euregia im Stundentakt unterwegs. Die BSB hält mit der Friedrichshafen noch eine Ersatzfähre bereit.